# Oelitsjen
De Oelitsjen (Russisch: Уличи, Oelitsji) waren een Oost-Slavische stam die omstreeks de 8e tot 10e eeuw aan de benedenloop van de Dnjepr woonden.
Volgens de Nestorkroniek reikte hun woongebied van de benedenloop van de Dnjepr naar het gebied tussen de benedenlopen van de Zuidelijke Boeg en Dnjestr. Hun belangrijkste nederzetting was Peresetsjen, welke plaats niet met zekerheid geïdentificeerd is. Archeologen hebben een grote nederzetting bij Dnipro als mogelijke locatie aangewezen.
Bij de Dnjepr grensde hun gebied direct aan dat van de Poljanen, onderdanen van de Kievse Roes. Hierdoor stonden zij regelmatig bloot aan aanvallen van de Kievse vorsten.
Elders vermeld de Nestorkroniek dat de Oelitsjen met de Tivertsen aan de Beneden-Dnjestr leefden. Wanneer zij hier beland zijn is niet duidelijk, mogelijk door verdringing door de Petsjenegen.
De Geographus Bavarus vermeldt voor de 9e eeuw een stam genaamd Unlizi met in totaal 418 versterkte nederzettingen. In het midden van de 10e eeuw noemt Constantijn VII Porphyrogennetos in zijn De administrando imperio de Ultinois (Ο'υλτίνοις).
In de Russische kronieken worden de Oeloetsji voor het eerst vermeld voor het jaar 885, als Oleg de Wijze tegen hen ten strijde trekt. In 907 namen zij geen deel aan diens belegering van Constantinopel. Ook in 922 en 940 kwam het tot strijd met Igor van Kiev. Pas in 942 konden de Oelitsjen onderworpen worden, en werden ze onderdanen van het Kievse Rijk. Hierna worden ze niet meer vermeld.